# Священний союз

Священний союз у 1840:
Австрійська імперія
Королівство Пруссія
Російська імперія

Священний союз (фр. La Sainte-Alliance; нім. Heilige Allianz; рос. Священный союз) — союз європейських монархів, укладений після краху наполеонівської імперії для боротьби проти революційного і національно-визвольного руху і забезпечення непорушності рішень Віденського конгресу 1814—1815 років.

## Історія створення

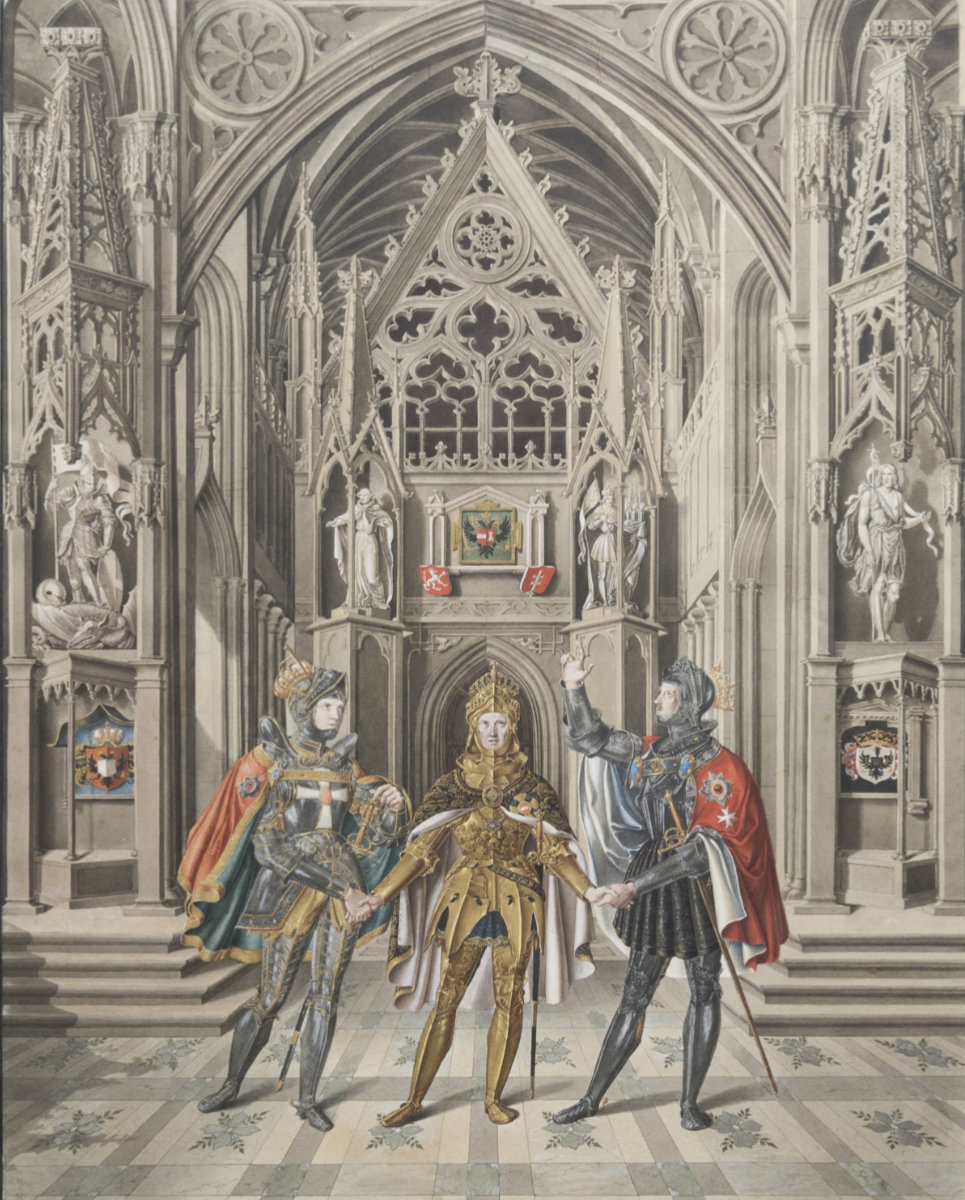
Алегоричне зображення Священного союзу як втілення чеснот, «втрачених» з кінцем середньовіччя

Так званий акт Священного союзу було підписано 26 вересня 1815 року. в Парижі російським імператором Олександром I, австрійським імператором Францом II та прусським королем Фрідріхом Вільгельмом III.
19 листопада 1815 до Священного союзу приєднався французький король Людовик XVIII, а потім і більшість монархів Європи. Велика Британія, яка не приєдналася до Священного союзу, підтримувала його політику з низки питань, особливо в перші роки після створення союзу, і брала активну участь у його конгресах. Провідну роль на конгресах відігравали Олександр I та австрійський дипломат Клемент фон Меттерніх. Значення Священного союзу було таке: якщо у кожній країні Священного союзу почнеться революція, то, інші країни мають їй допомогти її усунути.

## Конгреси Священного союзу

### Аахенський конгрес
На першому Аахенському конгресі 1818 року розв'язано питання про дострокове виведення союзних окупаційних військ з Франції, вжито заходів щодо збереження в Європі державних кордонів, встановлених Віденським конгресом, і абсолютистських режимів.

### Троппауський та Лайбаський конгреси
У листопаді 1820 року на Троппауському конгресі Росія, Австрія та Пруссія підписали протокол, який проголошував право їх збройного втручання у справи інших держав з метою боротьби з революцією. Згідно з рішеннями цього конгресу Австрія придушила Неаполітанську революцію 1820—1821 років і революцію 1821 року в П'ємонті.
Лайбаський конгрес 1821 року, був продовженням конгресу у Троппау, санкціонував австрійську інтервенцію в Неаполі та П'ємонті.

### Веронський конгрес

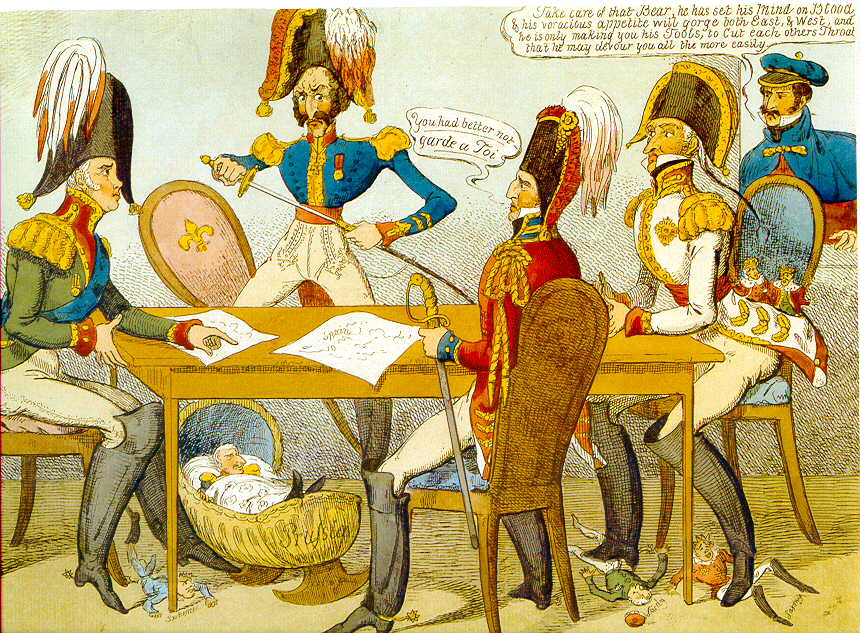
Тодішня карикатура на Веронський конгрес, 1822

На Веронському конгресі 1822 року, останньому конгресі Священного союзу, було прийнято рішення про збройне втручання в іспанські справи. 1823 року французька армія вдерлася до Іспанії, відновивши в ній абсолютизм. Конгрес засудив повстання проти турецького панування у Греції і відмовився прийняти грецьку делегацію, що приїхали за допомогою у Верону.

## Розпад Союзу
Загострювались протиріччя між Священним союзом та Великою Британією (зокрема, у зв'язку з відмінностями їх позицій на Веронському конгресі щодо війни за незалежність іспанських колоній в Латинській Америці), а також всередині союзу — між Росією та Австрією з питання про ставлення до грецького національно-визвольного повстання 1821—1829 років.
Революційний і визвольний рух продовжував розвиватися, всупереч усім зусиллям європейських монархів. У 1825 році в Росії відбулося повстання декабристів. У 1830 році спалахнули революції у Франції та Бельгії. Почалося повстання проти царизму у Польщі (1830—1831). Це завдало важкого удару самому існуванню союзу. Спроби його відновлення скінчилися невдачею.